# سنغ انداز (أمجز)
سنغ انداز (بالفارسية: سنگ انداز) هي منطقة سكنية تقع في إيران في قسم أمجز الريفي. يقدر عدد سكانها بـ 0 نسمة بحسب إحصاء 2016.